# 张掖县
張掖縣，中國曾經設置的一個縣，在今甘肅省張掖市甘州区。

## 沿革

### 隋朝
大業二年（606年），改甘州治所酒泉縣為張掖縣。大業三年（607年），改甘州為張掖郡，仍治張掖縣。
李軌安樂元年（617年），復張掖郡為甘州，仍治張掖縣。

### 唐朝
武德二年（619年），佔領張掖縣。天寶元年（742年），改甘州為張掖郡，仍治張掖縣。乾元元年（758年），復張掖郡為甘州，仍治張掖縣。
永泰二年（766年），張掖縣陷於吐蕃。大中五年（851年），张议潮收復張掖縣，仍為甘州治所。中和四年（884年），張掖縣陷於回鶻，成為羈縻縣。

### 清朝
雍正二年（1724年），裁甘州左衛與甘州右衛，復置張掖縣，為甘州府附郭縣。

### 中華民國
民國2年（1913年）4月，廢除甘州府，設置河西道（道尹駐武威縣），張掖縣改隸河西道。民國3年（1914年）5月，河西道改名甘涼道，張掖縣仍隸之。民國16年（1927年），廢甘涼道，張掖縣直隸於甘肅省。民國24年（1935年），甘肅省設置行政督察區，張掖縣隸第六區（專署駐武威縣）。
民國38年（1949年）9月19日，中国人民解放军占领張掖县。9月25日，張掖县人民政府成立，張掖县成为陕甘宁边区张掖分区行政督察专员公署驻地。

### 中華人民共和國
1950年5月，撤销张掖分区，張掖县改属武威专区。1955年4月，張掖县人民政府改称張掖县人民委员会。1955年10月，武威专区与酒泉专区合并为张掖专区（专员公署驻酒泉县），張掖县改属张掖专区。1957年4月，張掖县成为张掖专员公署驻地。
1959年8月，撤销張掖县，成立张掖市人民委员会筹备委员会（地级）。1961年12月，撤销张掖市，恢复张掖县。1968年4月，废除張掖县人民委员会，设立張掖县革命委员会。1969年10月，張掖专区改称張掖地区，革命委员会仍驻張掖县。1980年7月，張掖县撤销革命委员会，恢复人民政府。
1985年12月30日，撤销張掖县，成立县级張掖市。

## 人口
- 1908年：7.4万人
- 1921年：8.6万人
- 1927年：10.6万人
- 1934年：17.4万人
- 1939年：14.8万人
- 1944年：17.3万人
- 1949年：22.0940万人
- 1950年：23.3895万人
- 1955年：26.0552万人
- 1960年：28.0254万人
- 1965年：26.3758万人
- 1970年：31.5940万人
- 1975年：35.4385万人
- 1980年：37.0530万人
- 1985年：39.4178万人[6]

## 長官
張掖縣令（606年－781年）
- 欧阳胤（天寶初）[7]

張掖縣令（851年－884年）
張掖縣知縣（1725年－1913年）
- 田玉芝（1725年－1728年）
- 景燕（1728年－1730年）
- 李廷桂（1730年－1742年）
- 周世清（署理，1742年－1743年）
- 朱元裕（1743年－1748年）
- 朱式谷（1748年－1749年）
- 蔡理可（1749年）
- 李炳文（署理，1749年－1750年）
- 何世宠（1750年－1751年）
- 顾继祖（署理，1751年－1752年）
- 杜荫（1752年－1754年）
- 吴国柱（署理，1754年）
- 王廷赞（署理，1754年－1755年）
- 周克开（署理，1755年）
- 陈棅（1755年－1757年）
- 王廷赞（1757年－1761年）
- 行仁（署理，1761年－1762年）
- 王廷赞（1762年－1763年）
- 富斌（署理，1763年－1765年）
- 张若瀛（署理，1765年－1766年）
- 王廷赞（1766年－1770年）
- 陶士麟（1770年－1777年）
- 陈澍（署理，1777年－1779年）
- 麻宸（1779年－）[8]

張掖縣知事（1913年－1927年）
- 周廷元（1922年－1924年）
- 阎权（1925年）
- 柴春林（1926年）

張掖縣縣長（1927年－1949年）
- 张友芬（1927年）
- 刘广勋（1927年－1928年）
- 马风图（1928年－1929年）
- 戴瑾珊（1931年）
- 张仞干（1932年2月－11月）
- 邵永庆（1932年11月－1934年2月）
- 廖万迳（1934年2月－1936年1月）
- 曹英（1936年1月－1937年6月）
- 魏泰兴（1937年7月－11月）
- 马鹤年（1937年6月－1938年2月）
- 马继周（1938年2月－1940年3月）
- 王振纲（1940年3月－1941年1月）
- 邵体璋（1941年1月－1942年3月）
- 莫志泉（1942年3月－9月）
- 张怀琨（1942年9月－1944年3月）
- 张仰文（1944年4月－7月）
- 何让（1944年7月－1946年6月）
- 黄志安（1946年6月－1947年）
- 杨慕震（1947年7月－1949年5月）
- 胡步虬（1949年5月－9月）

張掖縣人民政府縣長（1949年－1955年）
- 曾耀（1949年9月－1952年12月）
- 王佳邦（1952年12月－1954年3月）
- 耿尚俊（1954年3月－1955年3月）
- 贺德贵（1955年3月－4月）

張掖縣人民委員會縣長（1955年－1959年）
- 贺德贵（1955年4月－1956年1月）
- 黄振武（1956年1月－10月）
- 李维先（1956年10月－12月）
- 刘守贤（1957年1月－1959年2月）

張掖縣人民委員會縣長（1961年－1968年）
- 唐凤仪（1961年12月－1966年5月）

張掖縣革命委員會主任（1968年－1980年）
- 贺启文（1968年4月－1971年4月）
- 周广智（1971年4月－1974年1月）
- 王金发（1974年10月－1978年3月）
- 段仰福（1978年3月－7月）
- 朱发荣（1978年8月－1980年7月）

張掖縣人民政府縣長（1980年－1985年）
- 朱发荣（1980年7月－1983年10月）
- 邢志广（1983年10月－1985年12月）[5]